# Brookfield (Connecticut)
Brookfield és un poble dels Estats Units a l'estat de Connecticut. Segons el cens del 2005 tenia 16.354 habitants.

## Demografia
Segons el cens del 2000, Brookfield tenia 15.664 habitants, 5.572 habitatges, i 4.368 famílies. La densitat de població era de 305,4 habitants per km².
Dels 5.572 habitatges en un 39,1% hi vivien nens de menys de 18 anys, en un 68,1% hi vivien parelles casades, en un 7,8% dones solteres, i en un 21,6% no eren unitats familiars. En el 17,2% dels habitatges hi vivien persones soles el 6,5% de les quals corresponia a persones de 65 anys o més que vivien soles. El nombre mitjà de persones vivint en cada habitatge era de 2,8 i el nombre mitjà de persones que vivien en cada família era de 3,18.
Per edats la població es repartia de la següent manera: un 27,4% tenia menys de 18 anys, un 4,9% entre 18 i 24, un 29,2% entre 25 i 44, un 27,8% de 45 a 60 i un 10,8% 65 anys o més.
L'edat mediana era de 39 anys. Per cada 100 dones de 18 o més anys hi havia 92 homes.
La renda mediana per habitatge era de 82.706 $ i la renda mediana per família de 91.296 $. Els homes tenien una renda mediana de 63.396 $ mentre que les dones 36.318 $. La renda per capita de la població era de 37.063 $. Aproximadament l'1,2% de les famílies i el 2,3% de la població estaven per davall del llindar de pobresa.